# Дель-Муерто (Аризона)
Дель-Муерто (англ. Del Muerto) — переписна місцевість (CDP) в США, в окрузі Апачі штату Аризона. Населення — 258 осіб (2020).

## Географія
Дель-Муерто розташований за координатами 36°11′13″ пн. ш. 109°26′5″ зх. д. / 36.18694° пн. ш. 109.43472° зх. д. (36.186940, -109.434766).  За даними Бюро перепису населення США в 2010 році переписна місцевість мала площу 2,57 км², уся площа — суходіл.

## Демографія
Згідно з переписом 2010 року, у переписній місцевості мешкало 329 осіб у 88 домогосподарствах у складі 73 родин. Густота населення становила 128 осіб/км².  Було 103 помешкання (40/км²).
Расовий склад населення:
| - 99,7 % — корінних американців |

До двох чи більше рас належало 0,3 %. Частка іспаномовних становила 1,2 % від усіх жителів.
За віковим діапазоном населення розподілялося таким чином: 34,7 % — особи молодші 18 років, 55,6 % — особи у віці 18—64 років, 9,7 % — особи у віці 65 років та старші. Медіана віку мешканця становила 27,9 року. На 100 осіб жіночої статі у переписній місцевості припадало 100,6 чоловіків;  на 100 жінок у віці від 18 років та старших — 90,3 чоловіків також старших 18 років.
За межею бідності перебувало 27,4 % осіб, у тому числі 13,6 % дітей у віці до 18 років та 12,1 % осіб у віці 65 років та старших.
Цивільне працевлаштоване населення становило 76 осіб. Основні галузі зайнятості: оптова торгівля — 26,3 %, фінанси, страхування та нерухомість — 18,4 %, освіта, охорона здоров'я та соціальна допомога — 13,2 %, публічна адміністрація — 11,8 %.